# آواتار: راه آب
آواتار: راه آب (انگلیسی: Avatar: The Way of Water) فیلم علمی تخیلی حماسی آمریکایی به کارگردانی جیمز کامرون است که در سال ۲۰۲۲ منتشر شد. این فیلم دنبالهٔ آواتار (۲۰۰۹) است و دومین قسمت از مجموعهٔ فیلم‌های آواتار محسوب می‌شود. کامرون و جان لاندو تهیه‌کنندگان فیلم هستند و فیلم‌نامهٔ آن به دست کامرون، ریک یافا و آماندا سیلور بر اساس داستانی به نگارش درآمده است. گروه بازیگران متشکل از سم ورثینگتون، زوئی سالدانیا، استیون لانگ، ژول دیوید مور، سی.سی.اچ. پاوندر، جووانی ریبیسی، دیلیپ رائو و مت جرالد نقش‌هایشان در فیلم نخست را دوباره ایفا می‌کنند و سیگورنی ویور با نقشی متفاوت بازمی‌گردد. کیت وینسلت، کلیف کرتیس، ادی فالکو و جامین کلمنت از اعضای جدید گروه بازیگران هستند. در این فیلم، ناوی جیک سالی (ورثینگتون) و خانواده‌اش، تحت تهدید انسانی مجدد، به قبیله‌ای در پاندورا پناه می‌برند.
کامرون در سال ۲۰۰۶ اعلام کرده بود که علاقه دارد در صورت موفقیت فیلم آواتار، دنباله‌های آن را نیز بسازد. به‌دنبال موفقیت گسترده فیلم نخست، او ساخت دو دنباله را در سال ۲۰۱۰ اعلام کرد و قصد داشت که راه آب را در سال ۲۰۱۴ منتشر کند. اما اعلام ساخت سه دنباله دیگر و لزوم توسعهٔ فناوری جدید به‌منظور ضبط صحنه‌های زیر آب که قبلاً انجام نشده بود، منجر به تاخیرهای زیادی در روند توسعهٔ فیلم شد تا به کارکنان زمان بیشتری برای کار بر روی نوشتن فیلم‌نامه، مراحل پیش‌تولید و جلوه‌های بصری داده شود. روند فیلم‌برداری که به‌طور هم‌زمان با سومین فیلم مجموعه صورت گرفت، در ۱۵ اوت ۲۰۱۷ در منهتن بیچ، کالیفرنیا آغاز شد. محل فیلم‌برداری در ۲۵ سپتامبر ۲۰۱۷ به ولینگتون، نیوزیلند منتقل شد و در اواخر سپتامبر ۲۰۲۰ پس از سه سال فیلم‌برداری به پایان رسید. این فیلم با بودجه‌ای ۳۵۰ تا ۴۰۰ میلیون دلاری ساخته شد و یکی از پرهزینه‌ترین فیلم‌های تاریخ است.
به‌دنبال تاخیرهای پی در پی در برنامه‌ریزی اکران موردانتظار، آواتار: راه آب در ۶ دسامبر ۲۰۲۲ در لندن به نمایش درآمد و در ۱۶ دسامبر به‌صورت سینمایی در ایالات متحده اکران شد. این فیلم عموماً نقدهای مثبتی از منتقدان دریافت کرده‌است که جلوه‌های بصری و دستاوردهای فنی آن را ستایش کردند، اما انتقاداتی به‌دلیل داستان و مدت زمان طولانی به آن وارد شد. این فیلم بیش از ۲٫۳ میلیارد دلار در جهان فروش داشته که به پرفروش‌ترین فیلم ۲۰۲۲ و سومین فیلم پرفروش تاریخ تبدیل شده‌است. این دومین فیلمی‌ست که در کوتاه‌ترین زمان از مرز ۲ میلیارد دلار فروش عبور کرد که این کار را در ۴۰ روز انجام داد، همچنین ششمین فیلمی است که بیش از ۲ میلیارد دلار فروخته‌است. آواتار: راه آب از سوی هیئت ملی بازبینی فیلم و انستیتوی فیلم آمریکا به‌عنوان یکی از بهترین فیلم‌های ۲۰۲۲ معرفی شد. این فیلم در جوایز اسکار نامزد دریافت چهار جایزه شامل بهترین فیلم شد و جایزهٔ جلوه‌های تصویری را برد. سه قسمت بعدی فیلم در دست تولید است و قسمت سوم در دسامبر ۲۰۲۵ اکران خواهد شد.

## داستان
شانزده سال پس از دفع تهاجم «آردی‌اِی» به پاندورا، جیک سالی به عنوان رئیس قبیلهٔ اوماکایا زندگی می‌کند و خانواده‌ای را با نیتیری تشکیل داده‌است که شامل پسرانشان «نتیام» و «لوآک»، دخترشان «توک»، و همچنین دخترخوانده آن‌ها «کری» (متولد از آواتار گریس آگوستین) و پسرخوانده «اسپایدر» است، که مورد آخری در واقع پسر سرهنگ فقید «مایلز کواریچ» است. آردی‌اِی به رهبری رهبر جدیدشان «فرانسیس آردمور»، برای استعمار پاندورا بازمی‌گردد، زیرا سیاره زمین در حال مرگ است. در میان تازه‌واردها نوترکیب‌هایی وجود دارند—آواتارهای ناوی که خاطرات سربازان مردهٔ انسانی را دربردارند—و شخصیت نوترکیب کواریچ به عنوان رهبر آن‌ها عمل می‌کند.
یک سال بعد، جیک یک جنگ چریکی را علیه آردی‌اِی رهبری می‌کند. در طی یک مأموریت ضد شورش، کواریچ و زیردستانش فرزندان جیک را دستگیر می‌کنند. جیک و نیتیری می‌رسند و آن‌ها را آزاد می‌کنند و چند تن از سربازان کواریچ را می‌کشند، اما اسپایدر توسط کواریچ اسیر می‌شود که او را به عنوان پسر خود می‌شناسد. از آنجا که آردی‌اِی نمی‌تواند هیچ اطلاعاتی را از اسپایدر به دست آورد، کواریچ تصمیم می‌گیرد با پسرش وقت بگذراند تا او را به سمت خود بکشاند. اسپایدر به نوبهٔ خود، فرهنگ و زبان ناوی‌ها را به کواریچ یاد می‌دهد. از آنجا که اسپایدر از محل زندگی جیک و خانواده‌اش اطلاع دارد، تمام خانواده خود را از اوماتیکایا تبعید می‌کنند و به ساحل شرقی پاندورا می‌گریزند، که در آنجا قبیلهٔ متکاینا به آنها پناه می‌دهد. خانواده در آنجا به تدریج روش مردمان ساحلی پاندورا را یادمی‌گیرند، و کری پیوندی معنوی با دریا برقرار می‌کند و لوآک با «تسیریا»، دختر رئیس تونواری دوست می‌شود.
لوآک پس از دفاع از کری در برابر «آئونگ»، پسر تونواری، به اصرار جیک از او عذرخواهی می‌کند؛ سپس آئونگ و دوستانش لوآک را به سفری به قلمروی یک شکارچی دریایی ترغیب می‌کنند و او را سرگردان رها می‌کنند. لوآک از دست شکارچی نجات می‌یابد و با یک تولکون به نام «پایاکان» دوست می‌شود—گونه‌ای نهنگ‌مانند که بسیار باهوش و صلح‌طلب است و متکاینا آنها را برادران روحانی خود می‌دانند. پس از بازگشت، لوآک با پذیرفتن تقصیر این سفر، دوستیِ آئونگ را به دست می‌آورد، اما به او گفته می‌شود که پایاکان یک نهنگ طرد شده در میان تولکون‌ها است. بعداً، کری با درخت روح زیرآبی متکاینا پیوند برقرار می‌کند و از نظر روحی با مادر بیولوژیکی خود، گریس، که ماهیت ذهن او در داخل پاندورا به سر می‌برد، ملاقات می‌کند. در خلسه ناشی از پیوند، کری دچار تشنج می‌شود و بیهوش می‌افتد و تقریباً غرق می‌شود.
«نورم اسپلمن» و «مکس پاتل» از سوی جیک برای کمک با استفاده از تجهیزات پزشکی خود احضار می‌شوند، و تشخیص می‌دهند که کری مبتلا به صرع است؛ آن‌ها هشدار می‌دهند که او نمی‌تواند دوباره به درخت روح متصل شود، زیرا انجام این کار می‌تواند به مرگ وی منجر شود. اگرچه کری توسط «رونال»، همسر رئیس قبیله نجات داده می‌شود، کواریچ هواپیمای نورم و مکس را تا مجمع‌الجزایری که متکایناها در آن زندگی می‌کنند، دنبال می‌کند. کواریچ با آوردن اسپایدر با خود، به عملیات دریایی آردی‌اِی به رهبری کاپیتان «میک اسکورزبی» می‌پیوندد و یک کشتی شکار نهنگ را فرماندهی می‌کند، که تولکون‌ها را برای استخراج یک امریته شکار می‌کند. جوخهٔ کواریچ به مجمع‌الجزایر حمله می‌کند و از قبایل در مورد مکان جیک بازجویی می‌کند، که البته بی‌نتیجه می‌ماند. سپس کواریچ به شکارچیان نهنگ دستور می‌دهد تا تولکون‌ها را تا نزدیکی دهکده‌ها تعقیب کرده و به قتل برسانند تا بتوانند جیک را بیرون بکشند. لوآک از نظر ذهنی با پایاکان ارتباط برقرار می‌کند و متوجه می‌شود که او به دلیل مخالفت با روش‌های صلح‌طلبانه همنوعان خود و حمله به شکارچیانی که مادرش را کشتند، باعث مرگ بسیاری از آن‌ها شده و از اینرو به بیرون از قبیله رانده شده‌است.
پس از اینکه متکاینا از قتل‌های تولکون باخبر می‌شود، لوآک با عجله برای هشدار دادن به پایاکان حرکت می‌کند و خواهر و برادر و دوستانش به دنبال او می‌روند. آنها پایاکان را در حال شکار شدن می‌یابند و سپس لوآک، تسیریا و توک از سوی کواریچ دستگیر می‌شوند. جیک، نیتیری و متکاینا قصد رویارویی با انسان‌ها و نجات کودکان را دارند. جیک از سوی کواریچ مجبور به تسلیم می‌شود، اما پایاکان به شکارچیان نهنگ حمله می‌کند و باعث درگیری بین متکاینا و انسان‌ها می‌شود. اسپایدر کشتی را از کار می‌اندازد و لوآک، تسیریا و اسپایدر توسط نتیام نجات داده می‌شود، اما خود او توسط کواریچ به ضرب گلوله کشته می‌شود. جیک و نیتیری ویران‌شده به عقب برمی‌گردند تا فرزندان باقی‌مانده خود را که دوباره دستگیر شده‌اند نجات دهند. جیک با کواریچ روبرو می‌شود که از کری به عنوان گروگان استفاده می‌کند. وقتی نیتیری همین کار را با اسپایدر انجام می‌دهد، کواریچ در ابتدا رابطهٔ خود را با او انکار می‌کند، اما زمانی که نیتیری با چاقو سینهٔ اسپایدر را می‌برد، کواریچ به شدت منصرف می‌شود.
جیک، کواریچ، نیتیری و توک در داخل کشتی غرق‌شده به دام می‌افتند. پس از یک درگیری شدید، جیک، کواریچ را بیهوش و خفه می‌کند و توسط لوآک و پایاکان نجات می‌یابد، و نیتیری و توک توسط کری بهبود بخشیده می‌شود. کواریچ در نهایت توسط پسرش اسپایدر نجات داده می‌شود، اما از رفتن با او امتناع می‌ورزد و دوباره به خانوادهٔ جیک می‌پیوندد که از او به عنوان پسر واقعی خانواده خود استقبال می‌کنند. پس از تشییع جنازهٔ نتیام، جیک به تنواری تصمیم خود را برای ترک متکاینا اطلاع می‌دهد. با این حال، رئیس قبیله با احترام جیک را به عنوان بخشی از قبیلهٔ آن‌ها معرفی می‌کند و از او و خانواده‌اش برای ماندن استقبال می‌کند. جیک و خانواده‌اش زندگی جدید خود را در دریا می‌پذیرند و قول می‌دهند که مبارزات خود را علیه آردی‌اِی از سر گیرند.

## بازیگران

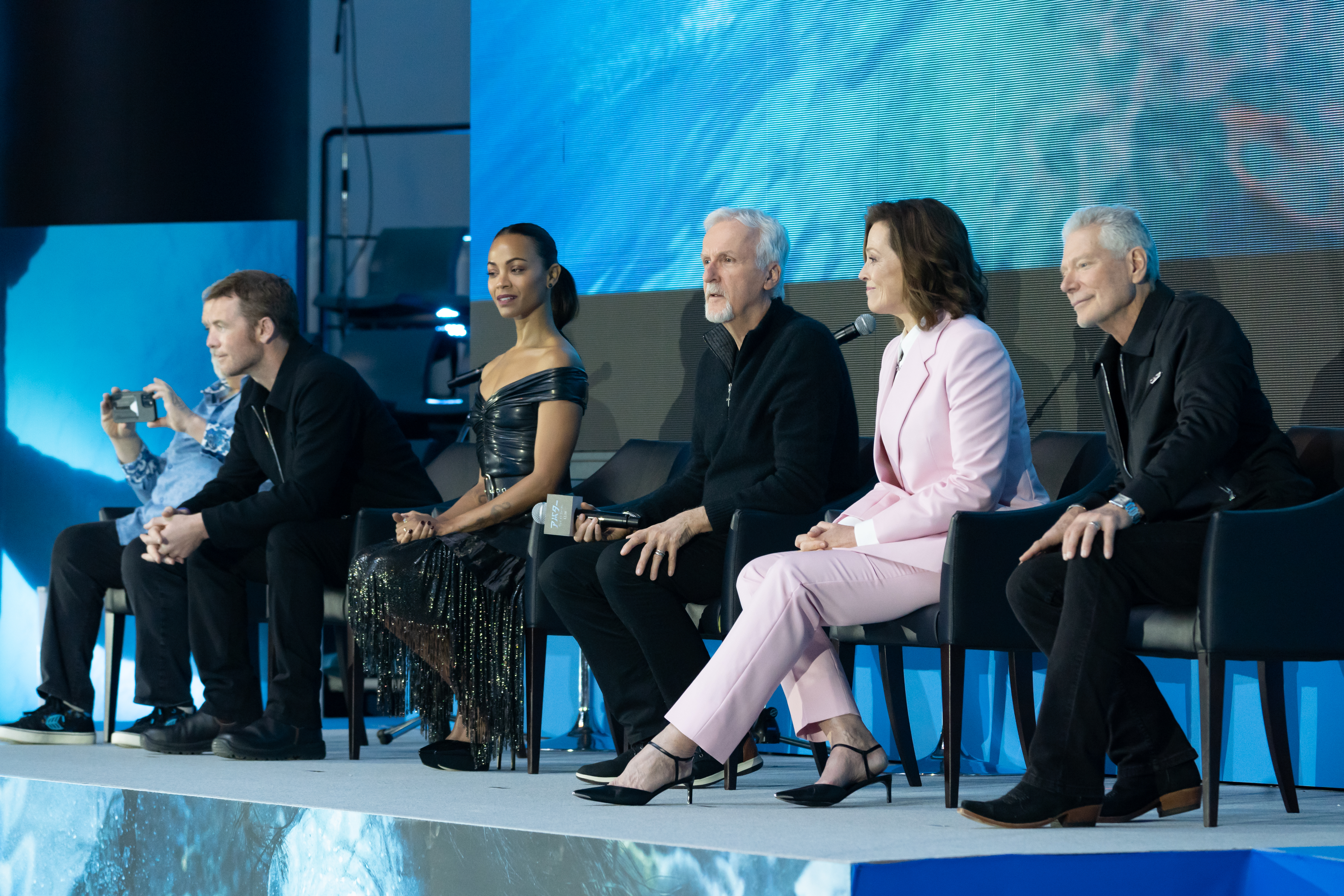
از چپ به راست: سم ورثینگتون، زوئی سالدانیا، جیمز کامرون، سیگورنی ویور و استیون لانگ

- سم ورثینگتون در نقش جیک سالی، یک انسان سابق که پس از عضویت در برنامه آواتار، عاشق نیتیری شد و با ناوی‌ها دوست شد و در نهایت در درگیری با انسان‌ها طرف آنها را گرفت و آنها را به پیروزی رساند. او بدن انسانی خود را ترک کرد تا برای همیشه یکی از اعضای ناوی شود و اکنون رئیس اوماتیکایا است.[۲۱][۲۲]
- زوئی سالدانیا در نقش نیتری، دختر رئیس پیشین قبیله، ساهیک آینده قبیله و همسر جیک[۲۱][۲۲]
- سیگورنی ویور در نقش کری، دختر نوجوان فرزندخوانده نیتیری و جیک.[۲۳] ویور در ابتدا در اولین فیلم در نقش دکتر گریس آگوستین ظاهر شد. اگرچه ویور و کامرون هر دو تأیید کردند که او در قسمت‌های بعدی بازخواهد گشت، اما او در سال ۲۰۱۴ اعلام کرد که نقش یک شخصیت را بازی نخواهد کرد.[۲۴][۲۵][۲۶] او مانند بسیاری از بازیگران، غواصی آزاد را برای فیلم یادگرفت و صحنه‌هایی را در زیر آب فیلمبرداری کرد.[۲۷]
  - ویور همچنین نقش خود را به عنوان دکتر گریس آگوستین، دانشمند انسانی که طرف ناوی را می‌گیرد و در جریان درگیری می‌میرد، بازی می‌کند. مشخص شد که آواتار ناوی او علیرغم مرگ او، کری را به دنیا آورده‌است. او در این فیلم در یک فیلم ضبط شده و در یک دید معنوی ظاهر می‌شود که در آنجا با کری ملاقات می‌کند.
- استیون لانگ در نقش سرهنگ مایلز کواریچ، انسانی که نیروهای امنیتی آردی‌اِی، سازمان انسانی استعمار پاندورا، را در یک درگیری با ناوی‌ها رهبری کرد.[۲۸] پس از کشته‌شدن توسط نیتیری در فیلم اول، او به عنوان یک نوترکیب (Recombinant) احیا شده‌است، که به عنوان «آواتارهای تعبیه‌شده با خاطرات انسان‌ها» توصیف شده‌است،[۲۸] و به دنبال انتقام است. کامرون در سال ۲۰۱۰ اظهار داشت که لنگ در سه دنباله اول بازخواهد گشت و اظهار داشت: «نمی‌خواهم دقیقاً بگویم که چگونه او را برمی‌گردانیم، اما بالاخره این یک داستان علمی تخیلی است. شخصیت او به مکان‌های غیرمنتظره‌ای در سراسر قوس حماسه سه فیلم جدید ما تبدیل می‌شود.»[۱۱][۲۹] او بعداً اظهار داشت که کواریچ یک بار دیگر به عنوان آنتاگونیست اصلی در هر چهار دنباله بازی خواهد کرد.[۳۰][۳۱] لانگ همچنین کواریچ را در ضبطی که برای پرکردن کالبد نوترکیب خود در مورد آنچه اتفاق افتاده‌است، بازی می‌کند.
- کیت وینسلت در نقش رونال، غواص آزاد متکاینا و همسر تنواری که باردار است.[۳۲][۳۳] وینسلت رونال را «یک شخصیت محوری در داستان در حال انجام» نامید، اما همچنین «در مقایسه با فیلمبرداری طولانی مدت» او را «یک شخصیت کوتاه محوری» نامید زیرا فیلمبرداری تمام صحنه‌های او فقط یک ماه طول کشید.[۳۴] این اولین باری است که او با پرفورمنس کپچر و به‌طور کلی موشن کپچر کار می‌کند. او نیز مانند بسیاری از بازیگران، مجبور شد برای فیلم غواصی آزاد را بیاموزد. او در حین فیلمبرداری یک صحنه زیر آب، بیش از هفت دقیقه نفس خود را حبس کرد که رکورد جدیدی برای هر صحنه فیلمی که زیر آب گرفته شده‌است.[۳۴][۳۵][۳۶][۲۷]
- کلیف کرتیس در نقش تونواری، رئیس قبیله مردم صخره متکاینا و شوهر رونال.[۳۷][۳۸][۳۹]
- ژول دیوید مور در نقش دکتر نورم اسپلمن، یکی از اعضای سابق برنامه آواتار که در فیلم اول، طرف ناوی را انتخاب کرد.[۴۰]
- سی.سی.اچ. پاوندر در نقش موت، ساهیکِ اوماتیکایا و مادر نیتری.[۴۱][۴۲]
- ادی فالکو در نقش ژنرال فرانسیس آردمور، فرمانده مسئول منافع آردی‌اِی.[۴۳]
- برندن کاول در نقش کاپیتان میک اسکورزبی، رئیس یک کشتی شکار دریایی بخش خصوصی در سیاره پاندورا.[۴۴]
- جامین کلمنت در نقش دکتر یان گاروین، زیست‌شناسی دریایی.[۴۵]
- جیمز فلاترز در نقش نتیام، نخستین پسر و بزرگ‌ترین فرزند جیک و نیتیری[۴۶][۴۷]
- بریتین دالتن در نقش لواک، پسر دوم جیک و نیتیری[۴۶][۴۷]
  - کلویی کلمن در نقش لواک جوان
- ترینیتی جو لی بلیس در نقش توکتری («توک»)، دختر هشت‌ساله جیک و نیتیری و کوچک‌ترین فرزندشان[۴۶][۴۷][۴۸]
- جک چمپین در نقش مایلز سوکورو («عنکبوت»)، پسر نوجوان کواریچ متولد دروازه جهنم (پایگاه انسانی پاندورا در فیلم اول) که توسط جیک و نیتیری نجات یافته و به فرزندی پذیرفته شد و «زمان خود را در جنگل‌های بارانی پاندورا ترجیح می‌دهد».[۴۶][۴۷][۴۹]
- بیلی باس در نقش تسیریا («ریا)، یک غواص آزاد برازنده و قوی از متکاینا و تونواری و دختر رونال[۴۶][۴۷]
- فیلیپ گلجو در نقش آئونگ، مرد جوان شکارچی و غواص آزاد متکاینا و تونواری و پسر رونال[۴۶][۴۷]
- دوان ایوانز جونیور در نقش روتکسو، مرد جوان شکارچی و غواص آزاد متکاینا.[۴۶][۴۷]
- جیووانی ریبیسی در نقش پارکر سلفریج، مدیر سابق شرکت برای عملیات استخراج آردی‌اِی.[۵۰]
- دیلیپ رائو در نقش دکتر مکس پاتل، دانشمندی که در برنامه آواتار کار می‌کرد و برای حمایت از شورش جیک علیه آردی‌اِی در فیلم اول آمد.[۵۱]
- مت جرالد در نقش سرجوخه لایل وینفلیت، مزدور آردی‌اِی در جنگ آنها علیه ناوی که قبلاً توسط یک تایتان سر چکشی در آنجا کشته شد و به عنوان یک نوترکیب احیا شد. جرالد در اوت ۲۰۱۷ اعلام شد که نقش خود را دوباره اجرا خواهد کرد[۳۹]

علاوه بر این، آلیشیا ولا-بیلی، در نقش «Zdinarsk»، یک نوترکیب و عضو اسکادران «ریکام ۱» ظاهر می‌شود. ولا-بیلی قبلاً نقش ایکینی، رهبر قبیله «ناوی ایکران» در فیلم اصلی آواتار را به تصویر کشیده بود. او همچنین به عنوان یک بدلکار در هر دو فیلم حضور دارد. سی‌جی جونز، همچنین در نقش مترجم متکاینا ظاهر می‌شود.

## بازاریابی

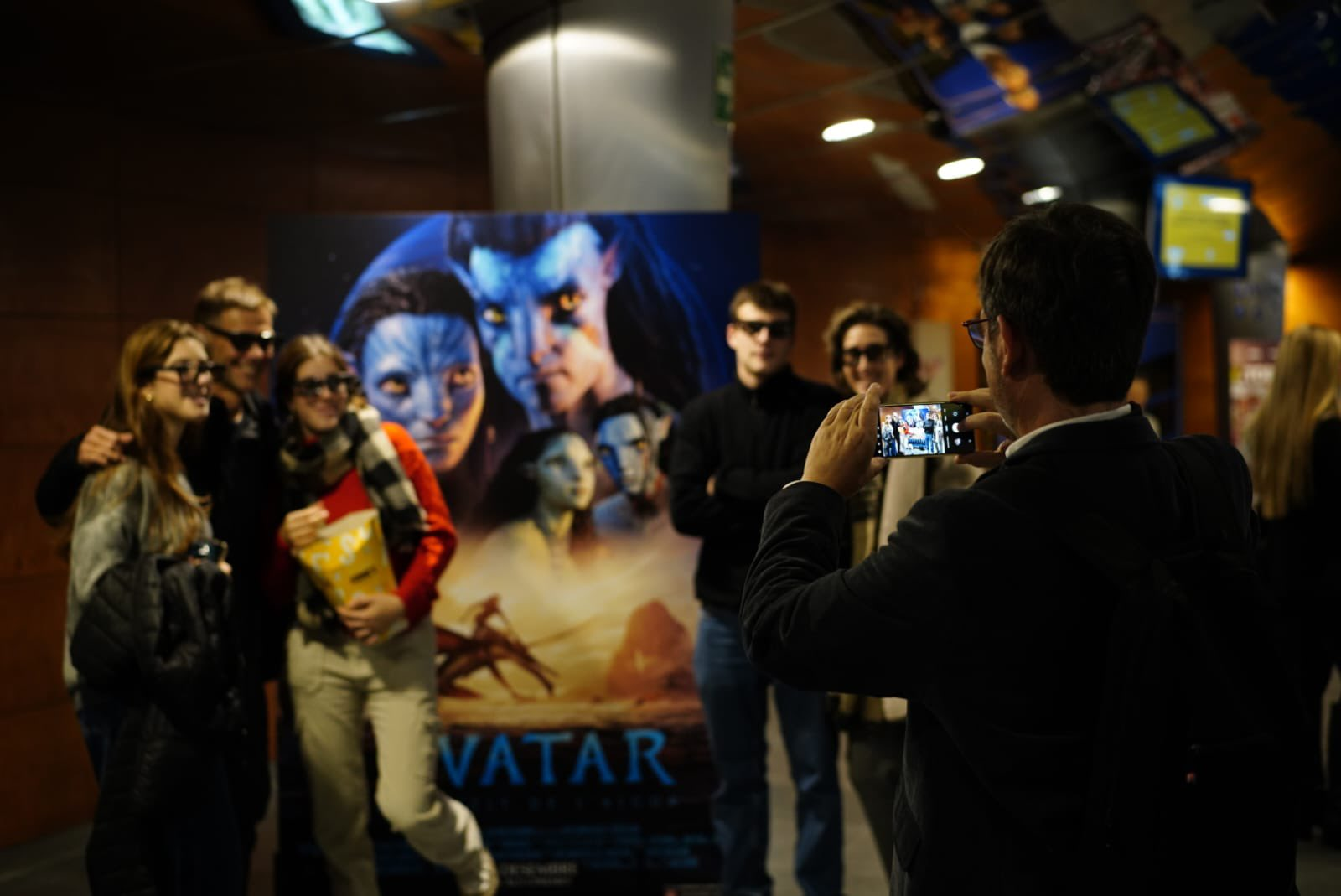
اولین نمایش ویژه نسخه کاتالان اواتار: حس اب، در سینماهای مورب Cinesa در بارسلونا

دیزنی به‌طور گسترده‌ای آواتار: راه آب را در چندین پلتفرم شامل بازارپردازی، محصولات مصرفی، پارک تفریحی و آگهی‌های تجاری تبلیغ کرد. در مراسم سینماکان ۲۰۲۲، عنوان رسمی فیلم اعلام شد و پیش‌نمایش کوتاه فیلم برای نخستین بار به نمایش درآمد. این فیلم هنگام افتتاحیهٔ دکتر استرنج در چندجهانی دیوانگی در سینما به نمایش کشیده شد و بعداً در ۹ مهٔ به صورت آنلاین منتشر شد. تیزر مذکور اولین بازهٔ زمانی آنلاین ۲۴ ساعته خود را با ۱۴۸٫۶ میلیون بازدید به پایان رساند و بر اساس گزارش دیزنی و قرن بیستم، ۲۳ میلیون بازدید تنها از چین بود.

## انتشار
نخستین نمایش جهانی آواتار: راه آب در ۶ دسامبر ۲۰۲۲ در اودئون میدان لستر در لندن برگزار شد. این فیلم در ۱۶ دسامبر ۲۰۲۲ در ایالات متحده با توزیع توسط استودیو قرن بیستم اکران شد. این فیلم اولین فیلم از این سری است که تحت مدیریت دیزنی اکران می‌شود، از زمانی که استودیو قرن بیستم و حقوق آواتار را در سال ۲۰۱۹ خریداری کرد. این فیلم در قالب‌های ریل‌دی ۳دی، دالبی سینما، آی‌مکس و آی‌مکس منتشر شد. نمایش‌های منتخب همچنین از نرخ فریم بالا پویا تا ۴۸ فریم در ثانیه پشتیبانی می‌کردند. آواتار: راه آب همانند دنباله‌های بعدی‌اش، در قالب دالبی ویژن منتشر شد.

### نمایش خانگی
شرکت سرگرمی خانگی والت دیزنی آواتار: راه آب را در ۲۸ مارس ۲۰۲۳ به‌شکل توزیع دیجیتال عرضه کرد. این عرضه بخش‌هایی از پشت‌صحنهٔ فیلم را نیز دربردارد.

## بازخورد

### فروش گیشه

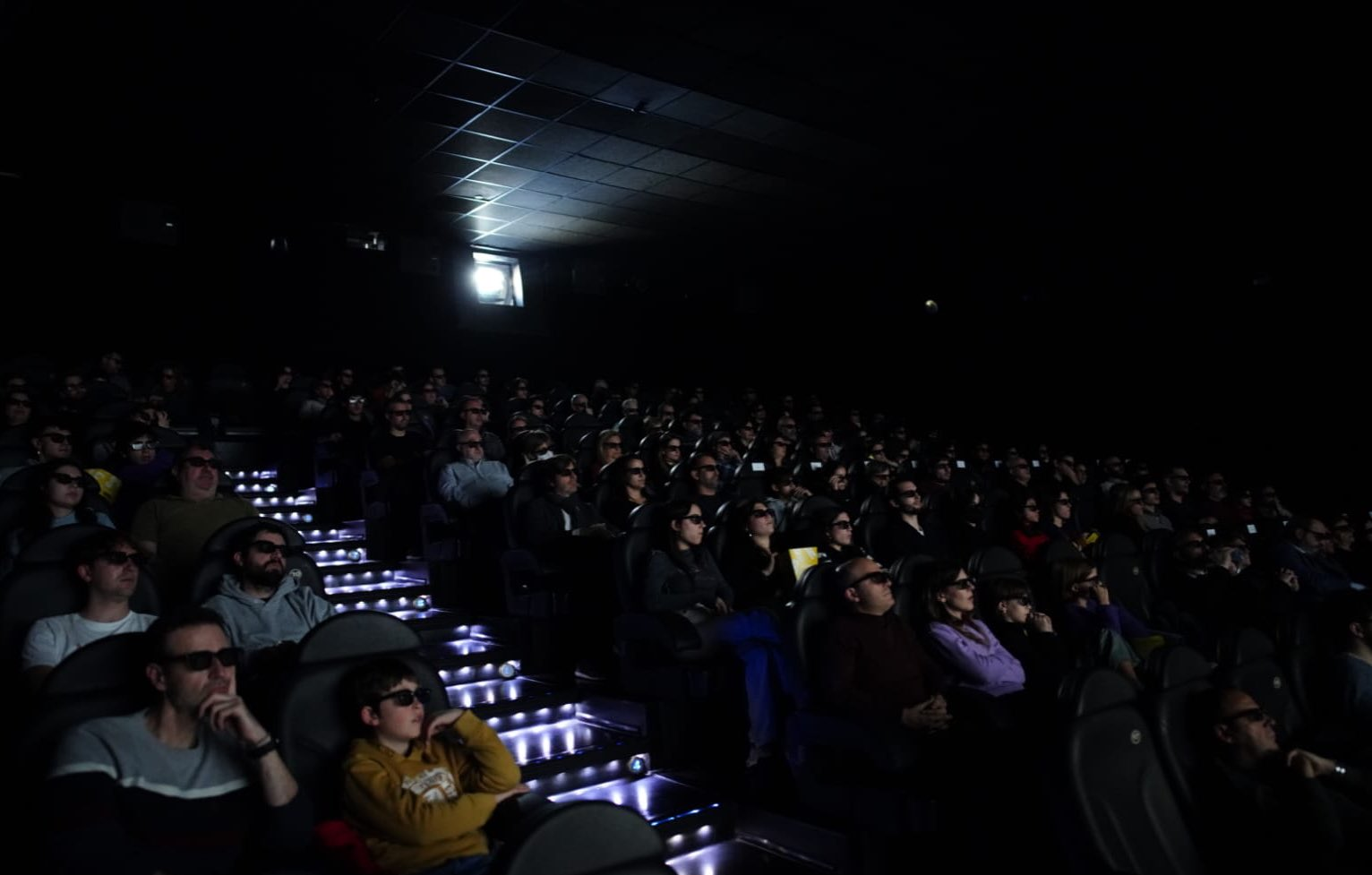
تماشاگران سینما در حال تماشای فیلم به صورت سه‌بعدی در بارسلونا

تا ۲۱ فوریه ۲۰۲۳، آواتار: راه آب ۶۸۰٫۴ میلیون دلار در ایالات متحده و کانادا، و نیز ۱٫۶۲۹ میلیارد دلار در مناطقِ دیگر جهان به دست آورده‌است، که در مجموع به فروش جهانیِ ۲٫۳۱۰ میلیارد دلار دست یافته‌است. این فیلم با افتتاحیه جهانی ۴۴۱٫۷ میلیون دلاری، یازدهمین فیلم بزرگ در تمام دوران در این رده، و سومین فیلم بزرگ در دوران دنیاگیری کووید-۱۹ پس از مرد عنکبوتی: راهی به خانه نیست (۶۰۱ میلیون دلار) و دکتر استرنج در چندجهانی دیوانگی (۴۵۲٫۴ میلیون دلار) را رقم زد. آی‌مکس با ۴۸٫۸ میلیون دلار، دومین آخر هفته پرفروش جهانی برای یک فیلم اکران‌شده در سینماهای خود را اعلام کرد. این فیلم پرفروش‌ترین فیلم ۲۰۲۲ و سومین فیلم پرفروش تاریخ است. علاوه بر این، این چهارمین فیلمی است که پس از مرد عنکبوتی: راهی به خانه نیست، تاپ گان: ماوریک و دنیای ژوراسیک: قلمرو به یک میلیارد دلار در زمان دنیاگیری کووید-۱۹ دست یافته‌است، و همچنین ششمین فیلمی است که در مجموع به این نقطه عطف رسیده‌است.
تا ۱۴ دسامبر، پیش از اکران فیلم در آمریکا، باکس آفیس پرو آخر هفته افتتاحیه آن را در ایالات متحده و کانادا بین ۱۴۵ تا ۱۷۹ میلیون دلار و با مجموع درآمد نهایی داخلی ۵۷۴ تا ۸۰۳ میلیون دلار پیش‌بینی کرد. این فیلم در روز اول اکران ۵۳٫۲ میلیون دلار از جمله ۱۷ میلیون دلار از پیش‌نمایش‌های پنجشنبه شب به دست آورد. این فیلم در نخستین آخر هفته خود به فروش ۱۳۴٫۱ میلیون دلاری دست یافت که تقریباً دو برابر افتتاحیه اولیه ۷۷ میلیون دلاری بود و رتبه اول گیشه را به خود اختصاص داد.
این فیلم در خارج از ایالات متحده و کانادا در هفته اول اکران خود ۳۰۷٫۶ میلیون دلار در ۵۲ کشور فروش داشت. بزرگ‌ترین بازارهای فروش این فیلم در نخستین اکران آخر هفته متشکل از چین (۵۶٫۸ میلیون دلار)، کره جنوبی (۲۴٫۹ میلیون دلار)، فرانسه (۲۱٫۷ میلیون دلار)، آلمان (۱۹٫۴ میلیون دلار) و هند (۱۹٫۲ میلیون دلار) بودند. این فیلم در ۲۹ دسامبر ۲۰۲۲ (۱۳ روز پس از اکران) به پرفروش‌ترین فیلم در ۲۰۲۲ در خارج از ایالات متحده و کانادا تبدیل شد. پنج کشور پردرآمد در مجموع عبارتند از: چین (۱۱۵٫۸ میلیون دلار)، فرانسه (۸۱٫۶ میلیون دلار)، کره جنوبی (۶۱٫۶ میلیون دلار)، آلمان (۵۷٫۷ میلیون دلار) و بریتانیا (۴۵٫۱ میلیون دلار).

### پاسخ انتقادی
در وبگاه جمع‌آوری نقد راتن تومیتوز، ٪۷۶ از ۴۳۲ بررسی منتقدان مثبت است و میانگینِ امتیاز آن ۷٫۱/۱۰ است. اجماع این وبگاه چنین می‌نویسد: «از نظر روایی، ممکن است چیز نسبتاً استانداردی باشد—اما از نظر بصری، آواتار: راه آب یک تجربه شگفت‌انگیز است.» این فیلم در متاکریتیک که از میانگین وزنی استفاده می‌کند، بر اساس نظر ۶۸ منتقدین امتیاز ۶۷ از ۱۰۰ را کسب کرده که نشان‌گر «نقدهای عموماً مطلوب» است. مخاطبان نظرسنجی شده توسط سینماسکور به فیلم نمره متوسط «A» در مقیاس «A+» تا «F» دادند، درحالی مخاطبان پست‌ترک به فیلم نمره کلی مثبت ۹۱٪ دادند و ۸۲٪ گفته‌اند که قطعاً آن را توصیه می‌کنند.
نقدهای مثبت بر مناظر بصری فیلم متمرکز بودند و تماشای آن تا حد امکان در قالب بزرگ را توصیه کردند. ریچارد روپر ، منتقد شیکاگو سان-تایمز، به فیلم امتیاز سه و نیم از چهار ستاره داد و جلوه‌های بصری فیلم را به‌عنوان «یکی از خیره‌کننده‌ترین، پر جنب‌وجوش‌ترین و باشکوه‌ترین تصاویری که تا به حال روی پردهٔ سینما دیده‌شده‌است» برجسته دانست. اوون گلیبرمن ، منتقد فیلم ورایتی، فیلم را به‌عنوان «دنباله‌ای سرگیجه‌آور تماشایی» با سکانس‌های رزمی «معجزه‌آسا» تحسین کرد: «صحنه‌هایی که چشمان شما را به تپش می‌اندازد، سرتان را می‌چرخاند و روح‌تان را به جنب‌وجوش درمی‌آورد»؛ از سوی دیگر، گلیبرمن احساس می‌کرد که داستان فیلم «ساده» است و با «رشته‌ای از کلیشه‌های کاربردی»، «دیالوگ‌های بی‌حساب» و ابعاد کمی برای شخصیت‌ها ساخته شده‌است. دیوید سیمز، منتقد آتلانتیک، گفت که این فیلم تماشاگران را شگفت‌زده خواهد کرد و «لذت‌های جدید [...] در دنیای بیگانهٔ پاندورا» را به نمایش می‌گذارد، در حالی که خاطرنشان کرد که فیلم شروع کندی دارد که «مشغول ارائهٔ جزئیات داستان است، زیرا فیلم در حال به‌روزرسانی مخاطب در مورد آنچه در دهه گذشته در پاندورا رخ داده‌است» می‌باشد.
اما، برخی از منتقدان عقیده داشتند که فیلم بیش از حد طولانی است و داستان آن‌قدر عمیق نیست که بتواند مدت زمان آن را توجیه کند. تورنتو استار اظهار داشت که بومی‌های کانادا از این فیلم استقبال ضعیفی کردند چرا که به عنوان تلاش برای به تصویر کشیدن مبارزات استعماری یک جمعیت بومی تلقی شده‌است؛ منتقد درو هیدن تیلور خاطرنشان کرد: «این فیلم نیز در نوع خود نسبتاً معمولی و تا حدودی کسل‌کننده [و] قابل پیش‌بینی است [...] من بازی‌های ورق را دیده‌ام که داستان آن کمتر قابل پیش‌بینی [نسبت به این فیلم] هستند.»

### افتخارات
آواتار: راه آب در نود و پنجمین دوره جوایز اسکار، نامزد دریافت جوایز بهترین فیلم، بهترین صداگذاری، بهترین طراحی صحنه و بهترین جلوه‌های تصویری شد. این فیلم نامزد دریافت دو جایزه از بفتا، پنج جایزه از انتخاب منتقدان (کسب یک جایزهٔ) و دو جایزه از گلدن گلوب شد. این فیلم توسط هیئت ملی بازبینی فیلم و انستیتوی فیلم آمریکا به‌عنوان یکی از بهترین فیلم‌های ۲۰۲۲ نام گرفت.

## دنباله‌ها
راه آب نخستین قسمت از چهار دنبالهٔ برنامه‌ریزی شده برای آواتار است. تصویربرداری آواتار ۳ همزمان با این فیلم در نیوزلند در ۲۵ سپتامبر ۲۰۱۷ آغاز شد. تمام بازیگران فیلم‌های پیشین، از جمله ورثینگتون، سالدانیا، لنگ، ویور، پوندر، وینسلت، کرتیس، ریبیسی، مور، رائو، جرالد، دالتون، بلیس، چمپیون، باس، و گلجو، در تمام دنباله‌ها حضور دارند، در حالی که اونا چاپلین، میشل یئو و دیوید تیولیس نقش شخصیت‌های جدیدی را برعهده دارند.
در ژانویه ۲۰۱۹، در مواجهه با اکتساب فاکس قرن بیست و یکم توسط شرکت والت دیزنی، باب ایگر، مدیرعامل دیزنی تأیید کرد که هر دو فیلم‌های آواتار ۴ و آواتار ۵ در حال توسعه هستند اما چراغ سبز آن‌ها به‌طور رسمی اعطا نشده‌است. به‌گفتهٔ تهیه‌کننده لاندو در فوریه ۲۰۱۹، بیانیهٔ ایگر ممکن است اشتباه تفسیر شده باشد. او گفت که آواتار ۴ و ۵ «نه تنها چراغ سبز داده شده‌اند»، بلکه یک‌سوم از آواتار ۴ نیز قبلاً تصویربرداری شده‌است.